# Like Flames
『Like Flames』（ライクフレイム）は、MindaRynの2作目のシングル。2021年8月25日にLantisから発売された。

## 概要
前作「BLUE ROSE knows」から約9か月振りのリリース。
表題曲「Like Flames」は、テレビアニメ『転生したらスライムだった件 第2期』第2部オープニングテーマ
また第1期の第2クールエンディングでもある田所あずさ「リトルソルジャー」の英訳詞によるカバー「Little Soldier（English Version）」も収録。
転スラのタイアップが決まった時に「転スラは、第1期の時から大好きだったので、主題歌を担当することが決まったときは、涙が出るほどびっくりして嬉しかったです!!転スラはタイでもすごく人気なので、Youtubeで主題歌を担当することを発表した時はタイの皆さんも本当に喜んでくれました。」とインタビューで語っている。

## 収録曲
1. Like Flames
作詞・作曲：SACHIKO、編曲：小山 寿
テレビアニメ『転生したらスライムだった件 第2期』第2部オープニングテーマ
2. You and I
作詞・作曲：Misaki(SpecialThanks)、編曲：キクチハルカ
3. Little Soldier (English Version)
作詞：きみコ、作曲：新田目 駿、編曲：キクチハルカ、英訳詞：Joelle
※田所あずさ「リトルソルジャー」の英訳詞カバー